# Nesticus nasicus
Nesticus nasicus är en spindelart som beskrevs av Coyle och McGarity 1992. Nesticus nasicus ingår i släktet Nesticus och familjen grottspindlar. Inga underarter finns listade i Catalogue of Life.